# Mehuman
Mehuman /ˈmeːhuman/ war ein Hofbeamter von Ahasveros und Diener in dessen Harem. Mehuman war einer von sieben Kämmerern, die Ahasveros aussandte, um Königin Waschti zu holen (Est 1,10 ).

## Namensvarianten
Hebräisch: מְהוּמָן (Neuhebräisch: Mehuman, tiberisches System: Məhûmān); Elberfelder Bibel (1871; 1905; 1985), Grünewalder Bibel, Gute Nachricht Bibel, Hoffnung für alle (1996), Lutherbibel (1554; 1912; 1984), Neue-Welt-Übersetzung, Schlachter-Bibel (1951; 2000): Mehuman.